# کنجه‌گل (شهرستان قره‌سو)
کنجه‌گل (به لاتین: Kenjegul) یک منطقهٔ مسکونی در قرقیزستان است که در شهرستان قره‌سو (قرقیزستان) واقع شده‌است. کنجه‌گل ۲٬۰۶۹ نفر جمعیت دارد و ۸۴۰ متر بالاتر از سطح دریا واقع شده‌است.